# Mission Hills (Los Angeles)
Mission Hills est un quartier de la ville de Los Angeles situé dans la Vallée de San Fernando. La population était de 18 236 habitants en 2009.